# Es-Sfalat
Es-Sfalat (en àrab السفالات, as-Sfālāt; en amazic ⵙⴼⴰⵍⴰⵜ) és una comuna rural de la província d'Errachidia, a la regió de Drâa-Tafilalet, al Marroc. Segons el cens de 2014 tenia una població total de 11.483 persones.